# 建德 (北周)
建德（572年三月—578年三月）是北周武帝宇文邕的年号，歷時6年。

## 纪年
| 建德 | 元年  | 二年  | 三年  | 四年  | 五年  | 六年  | 七年  |
| ---- | ----- | ----- | ----- | ----- | ----- | ----- | ----- |
| 公元 | 572年 | 573年 | 574年 | 575年 | 576年 | 577年 | 578年 |
| 干支 | 壬辰  | 癸巳  | 甲午  | 乙未  | 丙申  | 丁酉  | 戊戌  |

## 參看
- 中国年号列表
  - 其他使用建德年號的政權
- 同期存在的其他政权年号
  - 天保（562年二月—585年十二月）：西梁政權梁明帝萧岿的年号
  - 太建（569年正月—582年十二月）：南朝陈政權陈宣帝陈顼的年号
  - 武平（570年正月—576年十二月）：北齊政权齐后主高纬年号
  - 隆化（576年十二月）：北齊政权齊後主高緯年号
  - 德昌（576年十二月）：北齊政权安德王高延宗年号
  - 承光（577年正月—三月）：北齊政权齊幼主高恆年号
  - 武平（578年）：北齊政权范阳王高绍义年号
  - 石平（577年十一月）：北周時期領導劉沒鐸年号
  - 延昌（561年—601年）：高昌政权麴乾固年号
  - 大昌（568年—572年）：新羅真興王之年號
  - 鴻濟（572年—584年）：新羅真興王、真智王之年號